# Protoribates parvulus
Protoribates parvulus är en kvalsterart som beskrevs av Rainer Willmann 1931. Protoribates parvulus ingår i släktet Protoribates och familjen Protoribatidae. Inga underarter finns listade i Catalogue of Life.